# Amy Cissé
Amy Cissé  (nacida el 28 de agosto de 1969 en Brignoles, Francia) es una exjugadora de baloncesto francesa. Con 1.65 metros de estatura, jugaba en la posición de escolta.